# NGC 222
NGC 222 bezeichnet einen offenen Sternhaufen, der zur Kleinen Magellanschen Wolke gehört. Er wurde am 1. August 1826 von James Dunlop entdeckt und liegt im Sternbild Tukan. NGC 222 befindet sich von der Erde aus gesehen am westlichen Rand der Kleinen Magellanschen Wolke und bildet das mittlere Glied einer Kette von drei offenen Sternhaufen in diesem Gebiet, zu der noch NGC 220 und NGC 231 gehören. Das Alter von NGC 222 wird auf 70 bis 100 Millionen Jahre geschätzt.

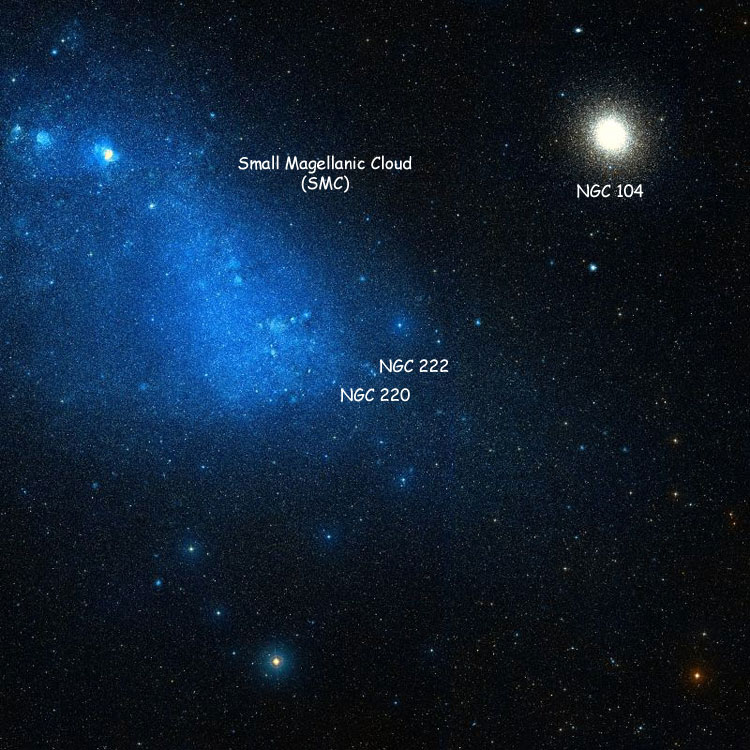
Aufnahme der Kleinen Magellanschen Wolke